# سابرینا مرون
سابرینا مرون مورخ اسلام، مدیر تحقیقات در CNRS و ناظر تحقیقات (HDR) است. وی عضوی از CéSor (مرکز مطالعات علوم اجتماعی دینی) است  .